# Textularioides
Textularioides es un género de foraminífero bentónico de la subfamilia Textularioidinae, de la familia Textulariidae, de la superfamilia Textularioidea, del suborden Textulariina y del orden Textulariida. Su especie tipo es Textularioides inflatus. Su rango cronoestratigráfico abarca el Holoceno.

## Clasificación
Textularioides incluye a las siguientes especies:
- Textularioides inflatus

Otra especie considerada en Textularioides es:
- Textularioides carteri, de posición genérica incierta